# Ariel Versace
Ariel Versace, nombre artístico de Bryan Philip Neel (Cherry Hill, 13 de abril de 1992), es una drag queen y diseñadora de pelucas estadounidense, conocida por competir en la temporada 11 de la serie de televisión RuPaul's Drag Race. La autodenominada "muñeca bratz" nació en Nueva Jersey y se la conoce con el nombre de Bryan Philip en OnlyFans.

## Carrera
Bryan Neel nació siendo hijo de Susan Neel y empezó a actuar como drag en 2013. El nombre Ariel Versace proviene de la protagonista de "La sirenita" y de la marca de moda. En 2015, trabajó como maquilladora para la película independiente "Deadly Gamble".
Fue anunciada como una de las quinces concursantes del elenco de RuPaul's Drag Race en 2019. Fue eliminada en el desafío de monster ball en el episodio cinco tras resbalones y caídas infames en el lip sync for your life. Poco después de que terminara la temporada, lanzó su primer sencillo, "Venomous", el 4 de junio de 2019.
Tiene un negocio de pelucas llamado Drag By Chariel con su socia Chastity St. Cartier.

## Filmografía

### Televisión
| Año  | Título                       | Papel      | Notas                                         |
| ---- | ---------------------------- | ---------- | --------------------------------------------- |
| 2019 | RuPaul's Drag Race           | Ella misma | Concursante (Undécimo Lugar)                  |
| 2019 | RuPaul's Drag Race: Untucked | Ella misma | Programa complementario de RuPaul's Drag Race |

### Series web
| Año  | Título            | Papel      | Notas    | Ref.   |
| ---- | ----------------- | ---------- | -------- | ------ |
| 2018 | Cosmo Drag Queens | Ella misma | Invitada | [ 18 ] |
| 2019 | Whatcha Packin’   | Ella misma | Invitada | [ 19 ] |
| 2019 | Hey Qween!        | Ella misma | Invitada | [ 20 ] |
| 2019 | Queen to Queen    | Ella misma | Invitada | [ 21 ] |
| 2020 | Besties for Cash  | Ella misma | Invitada | [ 22 ] |

## Discografía

### Como artista destacada
| Título            | Año  | Ref.   |
| ----------------- | ---- | ------ |
| "Venomous"        | 2019 | [ 16 ] |
| "Coin" (Ft. Soju) | 2019 | [ 23 ] |
| "Joystick"        | 2020 | [ 24 ] |